# Yagyū Jūbei Mitsuyoshi
Yagyū Jūbei Mitsuyoshi (柳生三厳) fon un samurai japonés del període Edo.

## Biografia
Nascut l'any 1607 a Yagyū, Jūbei pertanyia a la tercera generació d'espadatxins del clan homònim, després de son pare —Yagyū Munenori, metsuke dels senyors feudals Tokugawa Iemitsu— i de l'avi Muneyoshi, fundador de l'escola Yagyū Shinkage Ryu durant el període Sengoku. Jubei aprengué l'art de l'esgrima de son pare de ben menut, amb un entrenament tan dur que donà lloc a la principal llegenda popular sobre la seua figura: encara que en els retrats de l'època no ho mostren, Jubei hauria perdut un ull en algun enfrontament, bé amb son pare o amb un altre adversari; no obstant això, representacions posteriors del personatge reforçaren la llegenda amb el detall que es tapava l'ull amb el guardamans d'una katana.
Als tretze anys entrà en la cort d'Edo com a page del príncep Iemitsu; als vint anys, Iemitsu —ja convertit en shogun—l'expulsà de la cort de per vida per una raó desconeguda, que la tradició oral adduïx a l'alcoholisme, una dada que corrobora la correspondència del monge Takuan i el fet documentat que un germà menut de Jubei, Yagyū Munefuyu, fon desterrat per aquella addicció; amb tot, es desconeix què va fer Jubei durant l'exili i només se sap cert que tornà al Yagyū natal; de nou, la cultura popular el presenta durant eixe temps com a cavaller faidit o àdhuc com a encobert al servici del shogunat Tokugawa, que hauria falsejat la seua expulsió per a tindre'l d'espia pels Japons, i en contacte permament amb son pare.
Als trenta-dos anys, el shogun el perdonà i fon readmés en la cort, on començà a escriure un tractat d'esgrima fruit del seu entrenament durant els anys d'exili: son pare, indignat de primeres pel fet que un joveneu volguera sentar càtedra en l'esgrima, acabà per prologar-lo; Jubei escrigué més tractats, entre els quals destaca el Tsuki no Sho, considerat l'obra magna del kenjutsu. Son pare morí en 1646 i Jubei, com a primogènit del clan, heretà una renda de huit mil tres-cents kokus, però morí quatre anys després, el 1650, durant una cacera: encara que la causa de la mort fon un infart miocardíac, també s'ha especulat que fon enverinat per una altra branca dels Yagiu, d'Owari.

## Jubei en la cultura popular
El personatge Jubei Yagiu de la saga de videojocs Samurai Shodown (サムライスピリッツ, Samurai Spirits) està inspirat en el de la pel·lícula Makai Tensei: en la línia argumental de la saga, Jubei és un samurai tort, membre del clan Yagiu i dels ninges Iga, que viatja pels Japons en busca de la seua família desapareguda i, després d'enfrontar-se a Haohmaru, rep l'encàrreg del govern de Bafuku d'eliminar els rebels Amakusa i Mizuki.